# Triplectides hamatus
Triplectides hamatus là một loài Trichoptera trong họ Leptoceridae. Chúng phân bố ở miền Australasia.